# Torneo ATP de Amberes 2024
El European Open 2024 fue un torneo de tenis perteneciente al ATP Tour 2024 en la categoría ATP Tour 250. El torneo tuvo lugar en la ciudad de Amberes (Bélgica) desde el 14 hasta el 20 de octubre de 2024 sobre canchas duras.

## Distribución de puntos y premios
| Modalidad            | Campeón | Finalista | Semifinales | Cuartos de final | 2ª ronda | 1ª ronda | Clasificados | 2ª ronda de clasificación | 1ª ronda de clasificación |
| Individual masculino | 250     | 165       | 100         | 50               | 25       | 0        | 13           | 7                         | 0                         |
| Dobles masculino     | 250     | 150       | 90          | 45               | 20       | 0        | -            | -                         | -                         |

## Cabezas de serie

### Individuales masculino
| Tenista                 | Ranking | Preclasificado |
| Álex de Miñaur          | 11      | 1              |
| Stefanos Tsitsipas      | 12      | 2              |
| Félix Auger-Aliassime   | 22      | 3              |
| Sebastián Báez          | 26      | 4              |
| Jiří Lehečka            | 34      | 5              |
| Tomás Martín Etcheverry | 37      | 6              |
| Mariano Navone          | 38      | 7              |
| Marcos Giron            | 47      | 8              |

- Ranking del 2 de octubre de 2024.[2]

### Dobles masculino
| Tenistas                                 | Ranking | Preclasificados |
| Kevin Krawietz Tim Puetz                 | 26      | 1               |
| Santiago González Édouard Roger-Vasselin | 47      | 2               |
| Sander Gillé Joran Vliegen               | 66      | 3               |
| Ivan Dodig Adam Pavlásek                 | 73      | 4               |

## Campeones

### Individual masculino
Roberto Bautista venció a  Jiří Lehečka por 7-5, 6-1

### Dobles masculino
Alexander Erler /  Lucas Miedler vencieron a  Robert Galloway /  Aleksandr Nedovyesov por 6-4, 1-6, [10-8]